# Glanochthon
Glanochthon is een geslacht van uitgestorven temnospondyle Batrachomorpha (basale 'amfibieën') uit het Vroeg-Perm (ongeveer 295 miljoen jaar geleden) van Duitsland. Fossielen zijn gevonden in de Meisenheim-formatie in het Saar-Nahebekken.

## Naamgeving
De eerste Glanochthon-fossielen werden ontdekt in de regio Lebach (Saarbekken) in Duitsland en werden in 1849 door Hermann Jordan benoemd als Archegosaurus latirostris. De soortaanduiding betekent 'met de brede snuit'. Vervolgens werd deze soort in verscheidene andere geslachten van 'amfibieën' ondergebracht (Actinodon, Sclerocephalus, Cheliderpeton). Pas in 2002 leidde een herziening van de soort Cheliderpeton vranyi uit Tsjechië ertoe dat de soort Cheliderpeton latirostre moest worden toegeschreven aan een eigen geslacht; in 2009 werd daarom het geslacht Glanochthon bedacht (Schoch en Witzmann, 2009). De geslachtsnaam verbindt Glanum, de Keltische naam van de rivier de Glan, met het Grieks chtoon, 'grond'.
Het holotype is GPIB-No. 4, een stuk schedel. Talrijke exemplaren zijn toegewezen.
De andere soort Glanochthon angusta van dit geslacht werd benoemd in dezelfde studie, kenmerkend voor de Zwarte Schalie van Humberg, ook van het Saarbekken. De soortaanduiding betekent 'de nauwe'. Het holotype is GPIM-N 1217, een schedel.
Een andere soort die eerder werd toegeschreven aan het geslacht Cheliderpeton, Glanochthon lellbachae, werd in 2021 toegeschreven aan dit geslacht, afkomstig uit vroege bodems uit het Vroeg-Perm van Duitsland. De soortaanduiding eert de verzamelaarster Lotte Lellbach. Het holotype is NHMM-PW2006/14, een skelet met schedel.

## Beschrijving
Glanochthon, met een lichaam dat vaag lijkt op dat van een salamander, kon wel een meter lang worden. De schedel was zeer karakteristiek: bij de volwassen exemplaren was hij langwerpig, zijdelings bol en eindigend in een stompe snuit. Andere soortgelijke 'amfibieën', zoals Intasuchus en Cheliderpeton, hadden echter geen zwelling van de oogkas en de snuit was minder rond; De oogkassen van Glanochthon waren ook minder slank. Vergeleken met andere amfibieën zoals de eryopiden en Sclerocephalus, had Glanochthon een smallere schedel en de snuit steekt niet voor de neusgaten uit.
Er zijn twee soorten Glanochthon bekend: Glanochthon latirostris bezat een bredere, driehoekige schedel, een versiering van de dermale botten van de schedel en de interclavicula die een radiaal patroon volgden, stompe en brede tabulaire hoorns en een quadratum dat iets achteren het achterhoofd uitsteekt. Bij Glanochthon angusta was de schedel smaller, waren veelhoekige versieringen aanwezig en bevond het quadratum zich ver buiten het occipitale gebied bij zowel juvenielen als volwassenen.

## Fylogenie
Glanochthon is een van de vele geslachten van 'amfibieën' (basale Tetrapoda met een zwemmende larvale fase) uit het Perm met een onzekere systematische locatie. In ieder geval maakt dit dier deel uit van de Temnospondili, een grote groep 'amfibieën' die zich in het Carboon heeft ontwikkeld en pas in het Krijt is uitgestorven, met tal van specialisaties. Glanochthon zou basaal kunnen staan in een clade (Stereospondylomorpha) waartoe de stereospondylen behoren, dat wil zeggen de meest gespecialiseerde temnospondylen die zeer wijdverbreid waren in de zoete wateren van het Trias. Het is waarschijnlijk dat Glanochthon meer gespecialiseerd was dan Sclerocephalus, maar minder dan Intasuchus en Archegosaurus.

## Paleobiologie
De aanwezigheid van laterale lijnsulci in de schedel bij zowel juveniele als volwassen exemplaren en de slechte mate van ossificatie van het postcraniale skelet (zoals het slecht gedifferentieerde opperarmbeen) suggereren dat beide Glanochthon-soorten voornamelijk aquatische dieren waren. Deze hypothese wordt verder ondersteund door de aanwezigheid van kieuwtanden (en dus door de aanwezigheid van kieuwspleten). Net als Archegosaurus leefde Glanochthon latirostris in de diepe wateren van een meer dat aan het begin van het Perm het Saarbekken vulde. Glanochthon angusta daarentegen was beperkt tot een oudere en minder diepe fase van hetzelfde meer. Beide soorten leken zich voornamelijk te voeden met Acanthodi, zoals blijkt uit de talrijke overblijfselen van de stekels van deze vissen in het spijsverteringskanaal van de Glanochthon-exemplaren (Boy, 1993).